# Volodymyr Inozemtsev
Pour les articles homonymes, voir Inozemtsev.
Volodymyr Inozemtsev (né le 25 mai 1964 et mort le 4 février 2020) est un athlète soviétique puis ukrainien, spécialiste du triple saut.

## Biographie
Concourant sous les couleurs de l'URSS, Volodymyr Inozemtsev termine au pied du podium des Championnats du monde en salle de 1989 avec la marque de 17,17 m. La même année, il se classe deuxième de la Coupe du monde des nations de Barcelone, derrière l'Américain Mike Conley, avec un saut à 17,31 m. Il réalise la meilleure performance mondiale de l'année à Gorkiy avec 17,62 m. 
Le 20 juin 1990, à Bratislava, Vladimir Inozemtsev atteint la marque de 17,90 m (+1,0 m/s), échouant à sept centimètres seulement du record du monde de la discipline détenu alors par l'Américain Willie Banks. Il se classe troisième des Goodwill Games, à Seattle, derrière les Américains Kenny Harrison et Mike Conley.
Il participe aux Championnats du monde 1993, à Stuttgart, où est éliminé dès les qualifications.
Il remporte deux titres de champion d'URSS en 1989 et 1990, ainsi qu'un titre de champion d'Ukraine en 1993.

### Palmarès
| Date | Compétition                    | Lieu      | Résultat | Marque  |
| ---- | ------------------------------ | --------- | -------- | ------- |
| 1989 | Championnats du monde en salle | Budapest  | 4e       | 17,17 m |
| 1989 | Coupe du monde des nations     | Barcelone | 2e       | 17,31 m |
| 1990 | Goodwill Games                 | Seattle   | 3e       | 17,06 m |

### Records
| Épreuve     | Performance | Lieu       | Date         |
| ----------- | ----------- | ---------- | ------------ |
| Triple saut | 17,90 m     | Bratislava | 20 juin 1990 |